# Elisabeth Versluys

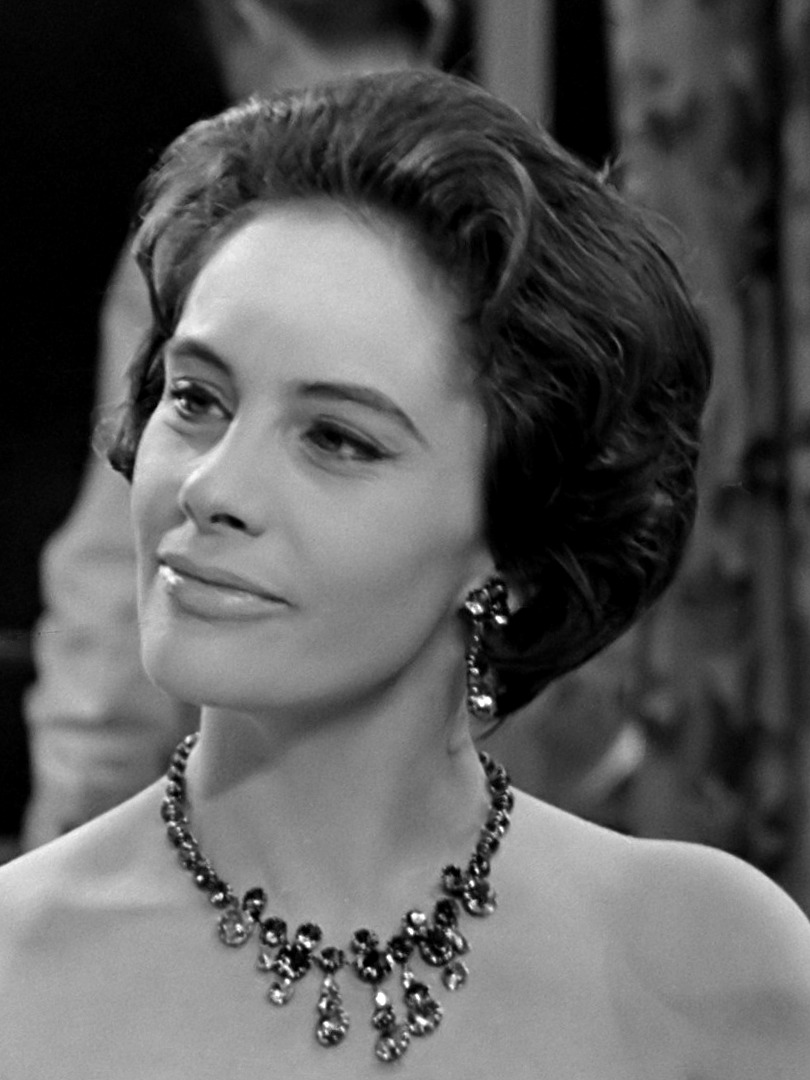
Elisabeth Versluys (1961)

Elisabeth Versluys (* 27. Dezember 1923 in Rotterdam; † 18. November 2011 in Amsterdam) war eine niederländische Schauspielerin und Hörspielsprecherin.

## Leben
Elisabeth Versluys begann 1954 mit der Schauspielerei in Theatergruppe Comedia. Sie war vor allem für ihre Rollen in Fernsehproduktionen wie Maigret, De Fabriek und Oppassen!!! bekannt.
Von 1994 bis 2009 spielte sie in 55 Folgen der Fernsehserie Toen was geluk heel gewoon die Rolle der Moeder van Nel.
Versluys starb 2011 in Amsterdam im Alter von 87 Jahren.

## Filmografie (Auswahl)
- 1961: De dood van een handelsreiziger (Fernsehfilm)
- 1961: Piano te koop (Fernsehfilm)
- 1962: Al te bont! (Fernsehfilm)
- 1963: Deur haasken, dodelijk haasken (Fernsehfilm)
- 1964: Maigret (Fernsehserie)
- 1964: De agent (Fernsehfilm)
- 1966: De zaak Sacco en Vanzetti (Fernsehfilm)
- 1967: Vreemde wereld (Fernsehfilm)
- 1967: Electra (Fernsehfilm)
- 1968: De vuurproef (Fernsehfilm)
- 1969: Besessen – Das Loch in der Wand (Bezeten – Het gat in de muur)
- 1969: De blanke Slavin
- 1970: Amsterdam Affair
- 1972: Kapsalon
- 1978: Doodzonde
- 1979: Grijpstra & De Gier
- 1980: Een zekere Judas (Fernsehfilm)
- 1981–1982: De Fabriek (Fernsehserie, 8 Folgen)
- 1983: De zwarte ruiter
- 1985: 'n Moordstuk (Fernsehfilm)
- 1985: Jacht op het verleden (Fernsehfilm)
- 1993–2001: Oppassen!!! (Fernsehserie, 15 Folgen)
- 1994: Bruin goud (Fernsehfilm)
- 1994–2009: Toen was geluk heel gewoon (Fernsehserie, 55 Folgen)